# Nicolas Pescheur

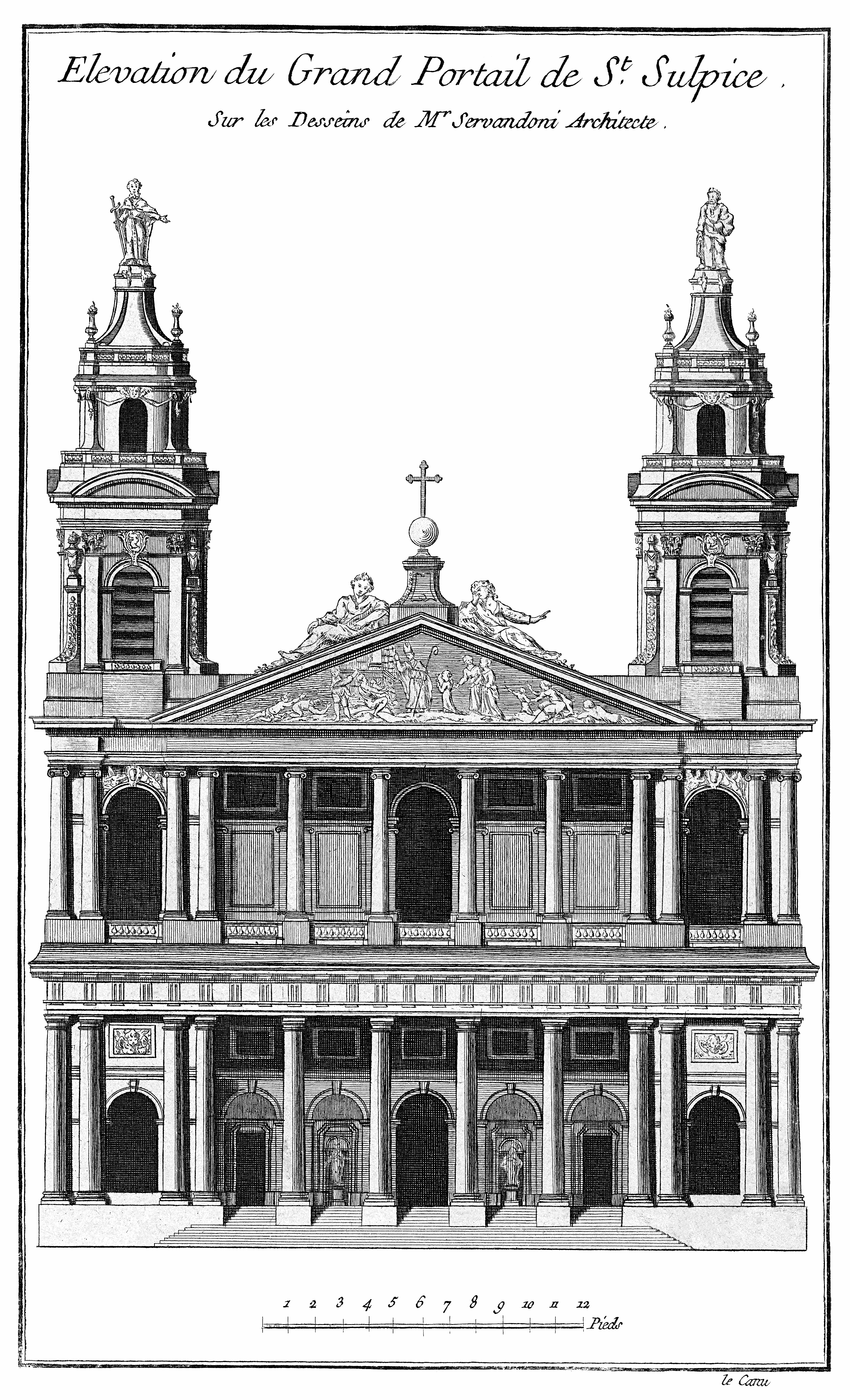
Façade de l'Église Saint-Sulpice de Paris.

Nicolas Pescheur (mort vers 1614 à Paris) fut le premier organiste de l'Église Saint-Sulpice de Paris.